# Prvenstvo Hrvatske u nogometu za kadete 1992.
Prvo prvenstvo Hrvatske u nogometu za kadete nakon osamostaljenja je održano 1992. godine. Prvaci su postali nogometaši HAŠK Građanskog iz Zagreba.

## Prvi rang
Prvo je igrano po regijama nogometnog saveza, a četiri najuspješnije momčadi su se plasirale u završnicu.

### Završnica
Igrano u Puli 26. i 27. lipnja 1992.
Konačni poredak: 

1. HAŠK Građanski Zagreb 

2. Istra Pula 

3. Hajduk Split 

4. Osijek